# 貝萊內島

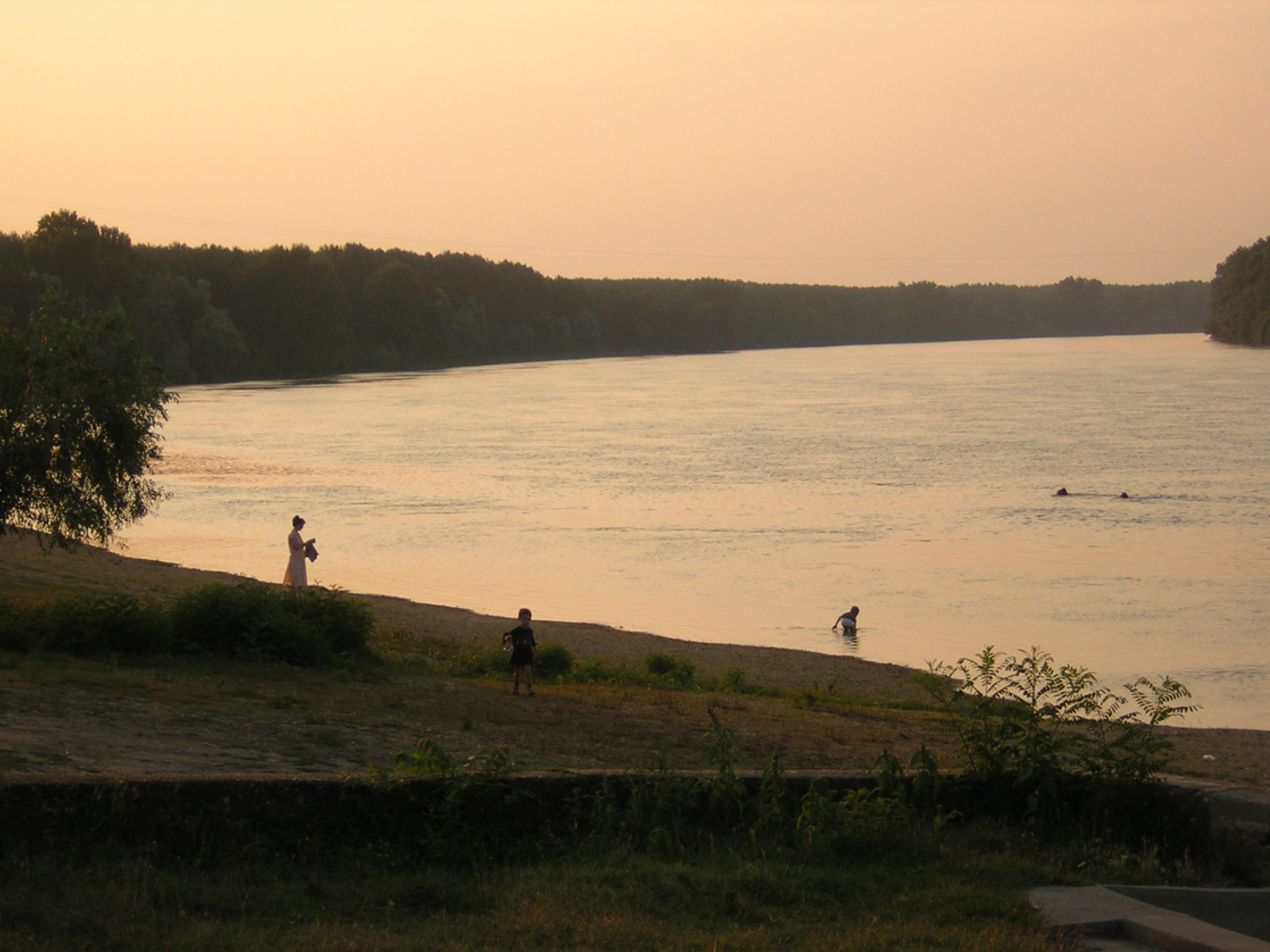

貝萊內島是保加利亞的島嶼，位於該國北部多瑙河，由普列文州負責管轄，長14.5公里、寬6公里，面積41.078平方公里，是該國最大的島嶼，也是多瑙河第4大島嶼。
43°40′N 25°11′E / 43.67°N 25.19°E